# 水红骨蛇
水红骨蛇（学名：Polygonum dichotomum）为蓼科蓼属下的一个种。

## 扩展阅读
- 維基物種上的相關：水红骨蛇